# USS Franklin D. Roosevelt (CV-42)
USS Franklin D. Roosevelt (CV-42) byla letadlová loď Námořnictva Spojených států, která působila ve službě v letech 1945–1977. Jednalo se o druhou jednotku třídy Midway.
Původně byla pojmenována jako USS Coral Sea, postavena byla jako velká letadlová loď s označením CVB-42. Její stavba byla zahájena 1. prosince 1943 v loděnici New York Naval Shipyard v New Yorku. K jejímu spuštění na vodu došlo 29. dubna 1945, krátce poté souhlasil prezident Harry S. Truman s jejím přejmenováním na USS Franklin D. Roosevelt na počest prezidenta Roosevelta, jenž zemřel na začátku dubna 1945. Do služby byla zařazena 27. října 1945. Prvním velícím důstojníkem byl Čechoameričan kapitán Apollo Soucek. V roce 1952 byla její klasifikace změněna na útočnou letadlovou loď CVA-42, v letech 1954–1956 podstoupila rekonstrukci, při níž mimo jiné obdržela také novou úhlovou letovou palubu. V roce 1975 byla její klasifikace změněna na víceúčelovou letadlovou loď CV-42. Vyřazena byla 1. října 1977 a následujícího roku byla prodána do šrotu.